# Stephan van den Berg
Stephan van den Berg (Hoorn, 20 de fevereiro de 1962) é um velejador holandês, campeão olímpico de windsurfing.

## Carreira
Stephan van den Berg representou seu país nos Jogos Olímpicos de 1984, e 1992, na qual conquistou a medalha de ouro em 1984, na classe Windglider. 